# تاكيشي فوروساوا
تاكيشي فوروساوا (古澤健 فوروساوا تاكيشي، مواليد 22 أكتوبر 1972) هو مخرج وكاتب سيناريو ياباني.

## سيرة
بدأ فوروساوا في إنتاج أفلام 8 مم في الكلية، وفاز بجائزة كتابة السيناريو عن فيلمه (home sweet movie) عام 1997 في مهرجان بيا السينمائي. التحق بمدرسة السينما بطوكيو عام 1997. بعد التخرج، عمل كمساعد مخرج لكيوشي كوروساوا، شينجي أوياما، وتاكاهيسا زيزي، وكتب نصوص زيزي تشوجوكودو وشبيه كوروساوا. ظهر لأول مرة في الإخراج الطويل مع فيلم قطار الأشباح في عام 2006.

## فيلموغرافيا مختارة
| عام  | عنوان                                                                         |
| ---- | ----------------------------------------------------------------------------- |
| 2006 | شبح القطار (Ghost Train)                                                      |
| 2010 | صنع الحب (Making of LOVE)                                                     |
| 2012 | آخر (Another)                                                                 |
| 2013 | رفيق السكن (Roommate)                                                         |
| 2014 | كلوفر (Clover)                                                                |
| 2017 | ري لايف (ReLIFE)                                                              |
| 2017 | حب وأكاذيب (Love and Lies)                                                    |
| 2018 | آو ناتسو (Ao-Natsu)                                                           |
| 2018 | اركض! نادي كرة السلة في المدرسة الثانوية (Run! T High School Basketball Club) |
| 2018 | الصيف الأزرق (Blue Summer)                                                    |

## روابط خارجية
- تاكيشي فوروساوا على موقع IMDb (الإنجليزية)
- تاكيشي فوروساوا على موقع أول موفي (الإنجليزية)
- تاكيشي فوروساوا على موقع قاعدة بيانات الفيلم (الإنجليزية)
- تاكيشي فوروساوا على موقع كينوبويسك (الروسية)

لم يتم العثور على روابط لمواقع التواصل الاجتماعي.